# Selecció catalana de bowling
La selecció catalana de bowling està formada pels esportistes que representen la Federació Catalana de Bitlles i Bowling (FCBB) en competicions internacionals.
Les competicions de bowling són majoritàriament a nivell individual tot i que en algunes d'elles també hi ha competició per seleccions o equips.

## Història
Després del reconeixement de la FCBB com a membre oficial de la Federació Internacional de Bitlles l'agost de 2007, i a mesura que s'anaven superant diversos obstacles extraesportius, la participació catalana oficial es va anar fent de manera progressiva.
La primera competició on hi va haver representació d'esportistes de la federació catalana com a membre oficial reconegut va ser l'europeu de la categoria sènior, disputat a Nantes el febrer de 2008.
La següent categoria en debutar va ser la juvenil, participant en el Campionat del Món de la categoria el juliol del mateix any.
El debut en la categoria absoluta va ser a la Copa d'Europa de Campions feta a Duisburg, l'octubre de 2008, amb els guanyadors del Campionat de Catalunya individual, Sandra Torrents i Raúl Gálvez.

### AMF World Cup
Els representants catalans hi van participar per primera vegada de manera oficial a l'edició 2008 disputada a Hermosillo, Mèxic.

### Mediterranean Challenge Cup
El debut de la selecció catalana a la Mediterranean Challenge Cup va ser l'any 2009, a Montpeller, amb la victòria de Lluís Montfort en la competició Masters després de quedar el primer classificat en la combinada. També es van aconseguir tres medalles d'argent: en categoria masculina individual, masculina per parelles i de seleccions.
A l'edició 2010 la delegació catalana va obtenir una medalla d'argent per parelles masculines -Lluís Montfort i Marcial Ovide- i quatre medalles de bronze: Sandra Torrents (individual femení i Masters femení), Sandra Torrents i Cristina Sanz (parelles femenines) i Marcial Ovide (Masters masculí).
L'any 2011 la Mediterranean Challenge Cup va ser organitzada per la Federació Catalana de Bitlles i Bowling a Barcelona i la selecció catalana va aconseguir dues medalles d'argent -Sandra Torrents al Masters femení i Marcial Ovide al masculí- i una de bronze a la competició per equips.

### Campionat del Món
La selecció masculina va aconseguir la 34a posició al Campionat del Món 2010, celebrat a Múnic (Alemanya).
La selecció femenina va participar en el mundial 2011, a Hong Kong.